# Gary Robert Rossington
Gary Robert Rossington   (Jacksonville, 4 de desembre de 1951 - Milton, 5 de març de 2023) era un dels membres fundadors de la banda estatunidenca de southern rock Lynyrd Skynyrd. Des de l'inici fou el guitarra principal i a vegades la guitarra rítmica. Va ser l'últim supervivent de la formació original. També fou fundador de les bandes The Rossington-Collins Band, junt al també músic de Lynyrd Skynyrd Allen Collins, i The Rossington Band.

## Biografia
De ben jove va formar el grup The Noble Five amb els seus amics Ronnie Van Zant, Allen Collins, Larry Junstrom i Bob Burns a l'estiu del 1964. Posteriorment van canviar el nom per The One Percent i finalment per Lynyrd Skynyrd. El nom final del grup fou amb motiu de mofa del professor d'educació física de l'institut on estudiaven, Leonard Skinner, el qual era molt estricte amb la política de vestimenta de l'institut i desaprovava les llargues cabelleres i patilles dels estudiants. El mateix Rossington fou expulsat en diverses ocasions per negar-se a tallar-se el cabell. La primera guitarra que va utilitzar fou una Gibson Les Paul del 1959, la qual va anomenar "Berneice" en honor de la seva mare. Junt a Allen Collins van esdevenir els dos guitarristes principals del grup.
A principis de setembre de 1976, Collins i Rossington van patir un accident automobilístic per separat el mateix dia a la seva ciutat natal Jacksonville. Rossington va estavellar el seu nou Ford Torino contra un roure a causa de l'alcohol i les drogues que havia pres. Pocs dies després, el grup havia de començar una gira que van haver d'ajornar fins que es recuperessin ambdós guitarristes. A causa d'aquest incident, la resta de membres del grup el van multar amb 5,000$. Van Zant i Collins van compondre la cançó "That Smell" basant-se en el sinistre i l'estat de Rossington sota la influència de les drogues i l'alcohol.
Rossington fou un dels sis membres de la banda que va sobreviure a l'accident aeri produït el 20 d'octubre del 1977 a Gillsburg, Mississipi, en el qual van perdre la vida Ronnie Van Zant, Steve Gaines, Cassie Gaines. Malgrat sobreviure, els danys que va patir amb l'accident foren força greus, es va trencar ambdues cames i braços per diversos llocs i també la pelvis, i després de diverses operacions es va recuperar per poder tornar a l'escenari. Durant els següents anys va lluitar contra la seva addicció a les drogues, en part per la dependència a la medicació per recuperar-se de les ferides de l'accident.
Després de l'accident i la mort d'alguns membres, el grup va decidir dissoldre's per continuar per camins independents. Rossington i Allen Collins van co-fundar el grup The Rossington-Collins Band l'any 1980. Van publicar dos àlbums però es va desfer el 1982 amb la mort de la dona de Collins, Kathy. Paral·lelament, Rossington es va casar amb Dale Krantz i posteriorment van decidir crear el grup The Rossington Band llançant també dos àlbums. El matrimoni va tenir dues filles, Mary i Annie. L'any 1987 es va produir la refundació de Lynyrd Skynyrd, i quan la nova banda es va estabilitzar, Rossington va decidir dissoldre el seu projecte particular definitivament. Des del 2019 amb la mort del primer baix del grup, Larry Junstrom, i fins a la seva mort el 5 de març del 2023, Rossington era l'únic membre de la formació original viu.

## Instruments
Rossington va utilitzar al llarg de la seva carrera musical les guitarres Gibson Les Paul i Gibson SG. Aquesta fabricant va editar l'any 2002 un model Signature dedicat a ell. Es tracta d'una imitació de la seva guitarra original, una Les Paul del 1959 amb pastilles '57 Classic, que inclou reproduccions de l'envelliment i desgast del seu ús. Fou una edició limitada de 250 unitats, on les primeres 75 tenien un diapasó de palo santo de Brasil, mentre la resta de palo santo de l'Índia. Posteriorment, la casa d'amplificadors Peavey va crear també una edició l'any 2009 amb el nom Peavey Penta Gary Rossington.